# Seelze
Seelze är en stad i Region Hannover i förbundslandet Niedersachsen i Tyskland.